# Pawan Kumar (astronomo)
| 166944 Seton | 25 aprile 2003 |

Pawan Kumar (...) è un astronomo indiano.
Il Minor Planet Center gli accredita la scoperta di tre asteroidi, effettuate tra il 2003 e il 2005.
Si è laureato in informatica all'Istituto Indiano di Tecnologia di Kanpur nel 1980 ed ha ottenuto il dottorato in astrofisica all'Istituto di Tecnologia della California a Pasadena nel 1988. Dal 2002 è professore di astrofisica all'Università del Texas ad Austin.